# Capella de Sant Jaume (Lleida)
La Capella de Sant Jaume o Peu del Romeu és un monument de la ciutat de Lleida protegit com a bé cultural d'interès nacional, en la categoria de monument històric.
Es troba just a la cantonada entre els carrers Major i Cavallers. Construïda originàriament quan la ciutat encara estava sota domini àrab, va ser posteriorment dedicada a Sant Jaume i, per tant, és un dels punts d'aturada de la ruta catalana del Camí de Santiago, com ho demostra una estàtua que representa el Sant i el símbol inconfusible del pelegrinatge (una petxina groga).

## Descripció
Es tracta d'una construcció de línies molt senzilles, conformada a l'exterior per un cos unitari de planta quadrangular, al qual se sobreposa un segon nivell construït a començament del nostre segle, en el qual s'obren òculs i finestres de mig punt, tot conferint al conjunt l'aparença d'una torre i desfent les proporcions gairebé cúbiques de l'obra del XIV. Aquesta està formada per dos paraments de carreus regulars ben disposats, en què es disposen simètricament dues portes adovellades que determinen la perspectiva d'un doble frontis definit en funció de l'emplaçament en angle de la capella.
El que es troba al carrer Major correspondria, en concret, a l'accés principal. En l'eix de la portada, hi trobem la imatge gòtica de la Mare de Déu amb el Nen i, flanquejant-la, les de sant Jaume i sant Joan Baptista, obra moderna, a més de tres petits escuts que ressegueixen les dovelles. La façana encarada al carrer de Cavallers equilibra la visualització global d'ambdós frontis mitjançant un òcul situat al damunt de la portada, al costat de la qual hi ha un tercer accés, de dimensions més reduïdes.
Exteriorment, la capella té dues façanes distintives: la façana principal, caracteritzada per un arc de mig punt coronat per la figura de la Mare de Déu de les Neus, flanquejada per representacions de l'apòstol Sant Jaume i Sant Joan Baptista (patró de la diòcesi de Lleida); i la façana del carrer Cavallers, amb dues obertures de mig arc de diferents mides, la més gran de les quals està coronada per un petit òcul.

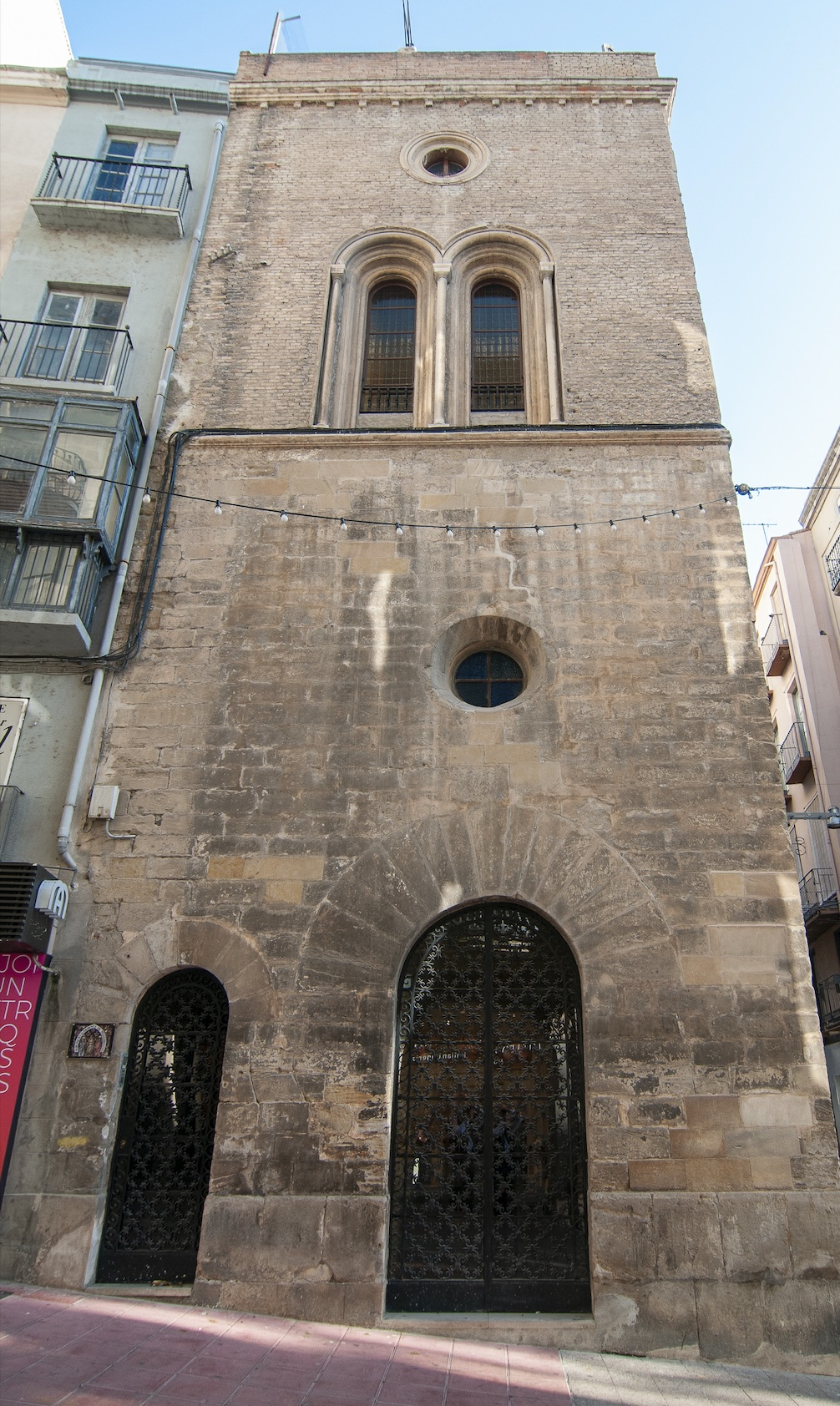
Façana al c. dels Cavallers

A l'interior de la capella, destaca una escultura de Sant Jaume, obra de l'artista lleidatà Jaume Gort Farré (segle XX), que representa l'apòstol alliberant-se d'una espina mentre un àngel li il·lumina amb una llanterna. Aquesta escultura es porta en processó amb motiu de la festivitat de Sant Jaume, el 24 de juliol. A més, l'altar està presidit per un mural de l'artista lleidatà Miquel Roig i Nadal (1924-1993). A la planta superior de la capella hi ha espais expositius amb exposicions permanents dels famosos pessebres lleidatans creats per Paulina Ametller i Joaquima Barrufet.
La capella del Peu del Romeu forma part integrant del Camí de Sant Jaume català.

## Història
Per enquadrar cronològicament la capella de Sant Jaume, ubicada al lloc que es coneixia com el peu del Romeu, al centre del nucli antic de Lleida, coneixem com a mínim dues dates. La primera es refereix a la sol·licitud que el 1351 feren els veïns a la Paeria per tal d'enderrocar el porxo anomenat de Sant Jaume i deixar espai per a una plaça. A l'indret del porxo i fent cantonada s'edificaria la capella, documentada el 1399, any en què Berenguer Marquès la dedicà a la Mare de Déu de les Neus, encara que, segons que es desprèn de la seva arquitectura, ens trobaríem davant d'una obra no estranya a les tradicions estilístiques pròpies de la plenitud del segle xiv.
Inicialment dedicada a la Mare de Déu de les Neus, aquesta modesta capella es va construir durant l'època musulmana al barri cristià. Actualment, està consagrat al culte de Sant Jaume, l'apòstol. L'edifici, de forma quadrangular i de petites dimensions, està situat al mig de carrer Major. Al segle xix, la capella es va restaurar gràcies a la iniciativa del bisbe Tomàs Costa i Fornaguera, que l'any 1877 va encarregar el projecte a l'arquitecte diocesà Celestí Company.

## La llegenda de Sant Jaume
La llegenda de Sant Jaume, ell mateix pelegrí camí de Compostel·la, protagonista de l'episodi de l'estella enganxada accidentalment en ell i que els àngels li van arrencar durant el pas a Lleida, està totalment inventada. El Romeu era el nom original del carrer de Cavallers i el Peu significava la part baixa. El cap i el peu, fins i tot només aquesta paraula, van passar a formar part dels noms de part superior i part inferior, tant que parlaven de Cap de la vila i Sol de la vila, canviats posteriorment pels cognoms Capdevila i Soldevila; Mitjavila menys freqüent.
Segons una tradició, quan Sant Jaume estava de pas per Lleida, uns àngels van baixar del cel per fer-li llum amb uns fanalets per a treure's una espina clavada al peu. És per això que a la vesprada del 24 de juliol es fa la romeria dels fanalets.
La cançó cantada diu: Sant Jaume de la regalèssia, Sant Jaume del regal, a les dones la xocolata i als homes un pal, on la regalèssia és una corrupció del rei de Galícia. Segons Xavier Massot, els fanalets tenen el seu origen en la llegenda, perquè, segons la història, uns àngels baixaven del cel portant uns fanals amb els quals donar llum per treure l'estella del sant baró.

## Festa i Romeria dels Fanalets

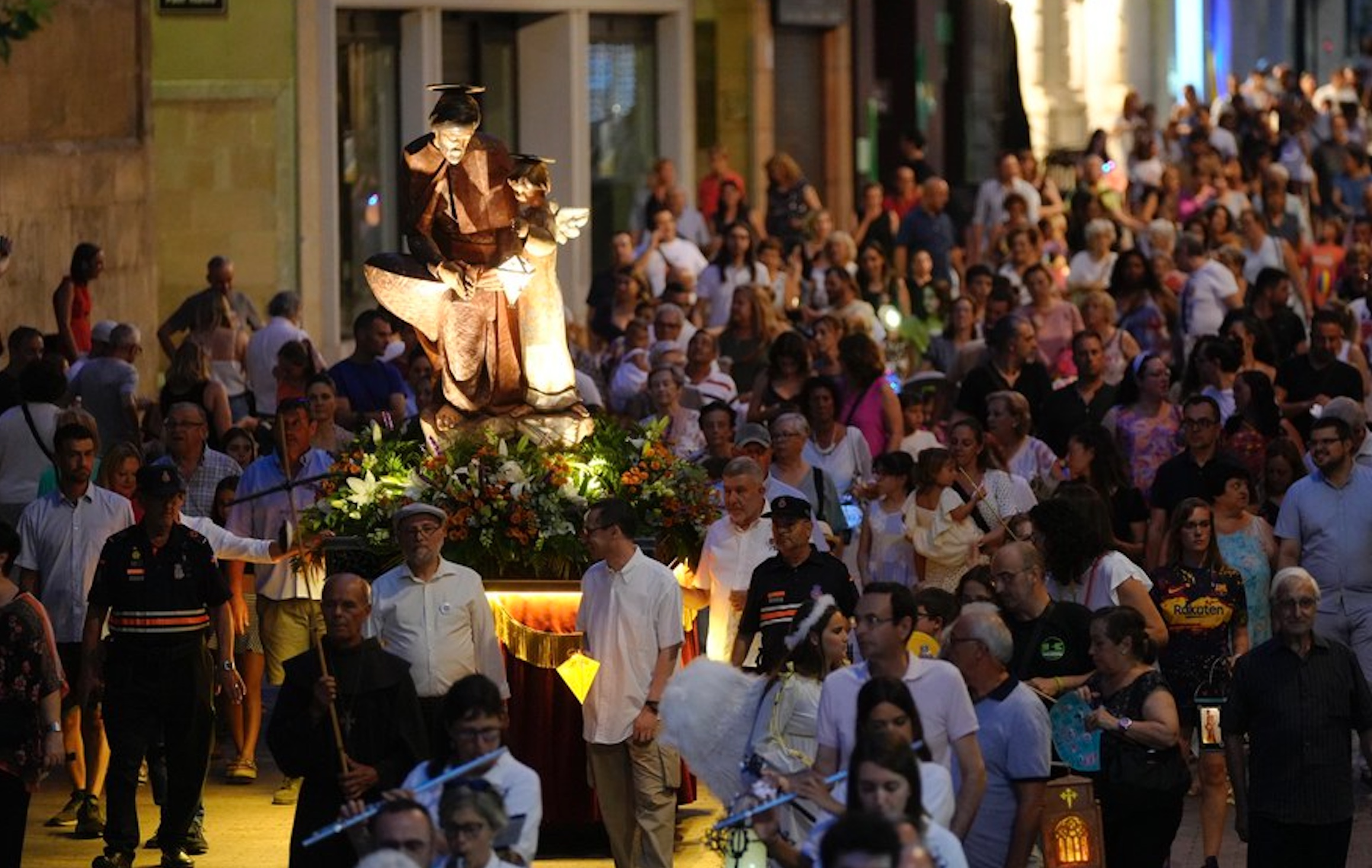
Festa i Romeria dels Fanalets (Copyright: Mario Gascon Gracia)

El Govern, per recomanació del Departament de Cultura, ha ratificat la designació de la Festa i Romeria dels Fanalets de Sant Jaume de Lleida com a Patrimoni d'Interès Nacional, inserint-la al Catàleg del Patrimoni Festiu de Catalunya.
Aquesta celebració commemora una antiga llegenda que narra el pas de Sant Jaume durant la seva peregrinació apostòlica a Lleida, on es va aturar per descansar i recuperar les forces. La festa té lloc anualment els dies 24 i 25 de juliol i és un esdeveniment popular animat en què els nens, portant fanalets de paper de colors amb un llum dins, acompanyen l'efígie de Sant Jaume pels carrers de Lleida. Al voltant d'aquests dos dies es van organitzar tot un seguit d'activitats essencialment culturals, com ara tallers i concursos de fanalets, espectacles de llegendes i audicions musicals.
Diu la llegenda que, durant la nit, Sant Jaume es va trobar amb un esperó enganxat al peu, impedint-li seguir endavant. Els àngels van intervenir amb fanals, la llum dels quals li va permetre treure l'obstacle i continuar el seu viatge. Una altra versió de la llegenda atribueix als nens de Lleida l'ús dels llums per ajudar l'apòstol. Aquest episodi, segons la tradició, es va produir a l'actual emplaçament de la Capella del Peu del Romeu.
El Grup llerdan Pessebristi és el responsable de l'organització del festival, amb la participació col·laborativa de les institucions i organismes de la ciutat. Durant els dies previs a l'acte es fa un concurs de fanalets, exposicions i tallers per a infants, així com diverses manifestacions de cultura popular.
El dia 24 de juliol a la tarda, després de la missa i la benedicció dels fanalets, se celebra l'acte festiu i concorregut en què nens i fanalets guien l'efígie de Sant Jaume pels carrers de Lleida, començant des de la rambla de Ferran, passant per carrer Major fins a la Capella del Peu del Romeu i acabant a la plaça de les Comedias. El 25 de juliol, diada de Sant Jaume, se celebra una missa a la Capella del Peu i del Romeu, oberta durant tot el dia. Durant el dia s'han previst diferents actes.
La primera referència escrita d'aquesta celebració es remunta a l'any 1609 a la "Crònica Universal del Principat de Catalunya" de Jeroni Pujades. Posteriorment, en el seu manuscrit "Fragmento histórico de la Catedral, Iglesias y Ciudad de Lérida", el canonge i jurista Pere Joan Finestres descriu com els habitants de Lleida celebraven la festa al segle XVIII.